# Пауліна Сарканайте
Пауліна Сарканайте (лит. Paulina Sarkanaitė; нар. 16 серпня 1998, Йонава, Литва) — литовська футболістка, захисниця «Гінтри» та національної збірної Литви.

## Клубна кар'єра
Народилася в Йонаві, розпочала займатися спортом у рідному місті. Представляв команду Йонави. З 16 років почала отримувати запрошення від дівочих та молодіжних збірних Литви. Також грала за МФК «Йонава» та ФК «Гінтра».
Професіональну кар'єру розпочала в «Гінтрі». З вище вказаною командою ставала багаторазовою чемпіонкою Литви.

## Кар'єра в збірній
У футболці національної збірної Литви дебютувала 9 квітня 2015 року в матчі кваліфікації чемпіонату Європи проти Латвії. 12 червня 2021 року в поєдинку проти латвійок відзначилася першим голом за національну команду.

### Голи за збірну
| #  | Дата           | Місце  | Суперник | Рахунок | Результат | Змагання          |
| -- | -------------- | ------ | -------- | ------- | --------- | ----------------- |
| 1. | 12 червня 2021 | Йонава | Латвія   | 1–0     | 5–0       | Балтійський кубок |

## Досягнення
- Чемпіонат Литви
  -  Чемпіон (5): 2017, 2018, 2019, 2020, 2021

- Балтійська футбольна ліга
  -  Чемпіон (2): 2017, 2019, 2021[4]